# 지쿠마급 방호순양함
지쿠마급 방호순양함(筑摩型防護巡洋艦)은 일본 제국 해군의 방호순양함이다. 지쿠마급은 1907년도 계획에 따라 3척의 건조가 승인되어 1912년 5월부터 7월에 걸쳐 3척이 건조되었다.

## 개요
이 형식은 1번함 ‘지쿠마’는 사세보 해군 공창에서 건조되었고, 2번함 ‘야하기’는 미쓰비시 중공업 나가사키 조선소, 3번함 ‘히라토’는 가와사키 조선소와 각 민간 조선소에서 건조를 위탁했다. 후자 2척은 민간 조선소에서 건조된 최초의 순양함이 되었다.
일반 보호함은 현 쪽에 장갑을 하지 않고 현 측면 부위의 석탄 창고를 방어하였다. 그러나 이 모델은 경순양함으로 바뀌는 과도기에 설계되었기 때문에 현 측면 부분에 87mm의 방어 장갑을 붙였다.

## 설계
지쿠마급의 선체 모양은 평갑판형 선체이고, 함수 모양은 이전 모델인 도네와 같은 클리퍼형 구축 함수를 포함하는데 배수량은 5,000톤 수준으로 대형화되었다. 함미는 크루저 스턴과 선체의 L/ B 비율이 약 10으로 당시로서는 매우 길쭉한 선형을 채용했다.
함의 구조를 정면에서 설명하자면, 뒤로 젖혀진 함수 갑판에 주포인 152mm (45 구경) 속사포를 포방패가 붙은 단장포가에 1기를 배치했고, 그 뒤로 사령탑을 하부로 편입한 조타 함교 옆으로 선교가 마련되어 있다. 감시소가 있는 단각식의 돛대가 서 있다. 선체 중앙부에 일정한 간격으로 늘어선 4개의 굴뚝이 서 있다. 그 주위에는 연관형 통풍탑이 즐비하게 있고, 빈 곳에는 함재정 보관소가 있다. 함재정은 2개 1세트의 보트로 대빗이 편현 4조로 총 8조로 운영되었다. 좌우 현측 갑판에 포방패가 달려 있는 152mm 속사포가 단장포가에 각 현마다 3개씩이 배치되었다. 선미 갑판 위에는 간단한 후방 돛대와 후방 감시소가 설치되어 있고, 후방향으로 15.2cm 속사포가 1개 등 총 8기가 배치되었다.

## 주포와 기타 무장
지쿠마급의 주포는 암스트롱 사의 45구경 152mm 속사포를 채택했다. 그 성능은 무게 45.4kg의 포탄을 최대 앙각 18도에서 사정거리 14,800m까지 쏘아 놀라게 했다. 단장포 차체의 부앙 능력은 앙각 18도, 부각 5도이며, 회전 각도는 300도로 넓은 회전 각도를 갖지고 있다. 포신의 부앙, 포탑 선회, 포탄의 앙탄, 장전은 모두 인력을 필요로 했다. 발사 속도는 분당 5발이다.
부포는 40구경 80mm 속사포가 있는 단장포가 4개를 함상에 탑재했다. 다른 대함 공격용으로 450mm 어뢰 발사관을 단장하여 3기를 탑재했다.
준공 후 1919년에 대공 화기로 40구경 3년식 80mm 고각포를 2번, 3번 굴뚝 사이에 단장포가에서 양 현마다 1기씩 모두 2기를 탑재했다.

## 기관
보일러는 국내산인 함본식 보일러는 석탄과 중유를 사용하는 혼소부 형식으로 본 형의 가장 큰 특징은 대형통에 가열 장치가 있는 신형이었던 것이다. 이에 소형통에 4기가 결합된 보일러 수의 증가와 함께 처음으로 4개 굴뚝이 있는 함이 되었다.
그리고 두번째 특징으로 추진 기관에 증기 터빈을 채용한 것이다. 성능 비교를 위해 지쿠마와 히라도에는 브라운 커티스식 충동형 직결 터빈 2기 2축 추진했지만, 야하기만 파슨스식으로 다른 반동형 고속 터빈 1기 와 저속 터빈 1기를 병렬로 배치하여 1세트로 2조 4축 추진과 다른 구성을 했다. 이는 최대 출력 22,500 마력에 최대 속력 26.0 노트를 발휘할 수 있었다. 시운전 성적은 지쿠마는 26.83 노트, 히라도는 26.87 노트로 근소한 차이이지만, 야하기는 27.14 노트에서 27노트 통과를 달성했다.

## 이력
제1차 세계 대전에는 3척이 함께 참전하여 독일 제국령 뉴기니 공략 작전 등에 참가했다. 개전 시 지쿠마 ·야하기 2척은 제4전대 소속이었지만, 독일 동양 함대에 의한 통상 파괴를 방지하기 위해 1916년부터 제3특무함대로 호주 시드니에 파견되었지만, 불과 반년만에 호위 임무가 해제되고, 제1특무함대가 되어 인도양의 상선 보호 작전에 종사했다. 히라도는 남중국해 경비에 투입되어 1916년 3월부터 12월에 걸쳐 싱가포르 기지에서 남태평양 방면의 작전을 수행했다.
제1차 세계 대전 후 1921년부터 지쿠마가 중국 대륙에 진출하여 경계를 담당했다. 남은 2척의 1926년부터 중국 방면으로 진출, 1932년부터 히라도가 상하이 사변 때 화북을 경계하였고, 1933년 만주사변 때는 열하 작전의 지원으로 뤼순항 임무를 수행했다. 야하기도 1935년대까지 이곳에서 경계 임무를 수행했다.
지쿠마는 1931년에 제적되었고, 1935년 무렵 실험함으로서 격침 처분되었다. 나머지 2척은 1940년에 제적되었고, 태평양 전쟁 중에는 연습선으로 사용된 전후에 해체되었다.

## 참고 문헌
- 잡지 《마루》 편집부 《사진 일본 군함》 제5권 “중순양함 I” (光人社 1989년 ISBN 4-7698-0455-5)
- 후쿠이 시즈오 《후쿠이 시즈오 전집》 “제4권 일본 순양함 이야기” (光人社 1992년 ISBN 4-7698-0610-8)
- 《조함 기술의 전모》 (興洋社, 1952년)
- 《세계의 함선》 증보판 제32집 일본 순양함사 (해인사)